# Tambowka (Amur)
Tambowka (russisch Тамбо́вка) ist ein Dorf (selo) in der Oblast Amur (Russland) mit 7394 Einwohnern (Stand 1. Oktober 2021).

## Geographie
Der Ort liegt etwa 40 km Luftlinie ostsüdöstlich des Oblastverwaltungszentrums Blagoweschtschensk in der Seja-Bureja-Ebene. Es befindet sich am rechten Ufer des Flüsschens Giltschin, das knapp 50 km südwestlich in den Amur mündet, der die Grenze zur Volksrepublik China markiert.
Tambowka ist Verwaltungssitz des Rajons Tambowski sowie Sitz der Landgemeinde Tambowski selsowet, zu der neben dem Tambowka noch das Dorf Kossizino gehört.

## Geschichte
Das Dorf wurde 1873 von Umsiedlern aus dem Gouvernement Tambow gegründet und nach der Stadt Tambow benannt. Es entwickelte sich schnell zu einem der größeren landwirtschaftlichen Zentren des Gebietes, ist seit 1926 Sitz einer Rajonverwaltung und heute das bevölkerungsreichste Dorf der Oblast.

### Bevölkerungsentwicklung
| Jahr | Einwohner |
| ---- | --------- |
| 1939 | 2438      |
| 1959 | 4814      |
| 1970 | 6572      |
| 1979 | 7591      |
| 1989 | 8828      |
| 2002 | 8147      |
| 2010 | 7613      |
| 2021 | 7394      |

Anmerkung: Volkszählungsdaten

## Verkehr
Tambowka liegt an der Regionalstraße R461, die von Blagoweschtschensk in den Ostteil der Oblast mit der Stadt Raitschichinsk und weiter nach Nowobureiski an der Fernstraße M58 Amur Tschita – Chabarowsk führt. In Tambowka wird die R461 von der R465 gekreuzt, die Jekaterinoslawka, weiter nordwestlich an der M58, mit dem südlich benachbarten Rajonzentrum Konstantinowka am Amur verbindet.